# Cirsium sommieri
Cirsium sommieri là một loài thực vật có hoa trong họ Cúc. Loài này được Petr. mô tả khoa học đầu tiên năm 1911.